# Дорога на Ельдорадо
«Дорога на Ельдорадо» (англ. The Road to El Dorado) — американський анімаційний пригодницький фільм 2000 року, створений компанією DreamWorks.
Події фільму починаються у 1519 році в Севільї, Іспанія, де двоє чоловіків, Туліо та Мігель під час чергової партії гри в кості виграють карту, яка, ймовірно, показує дорогу до Ельдорадо — міфічного міста золота в Новому Світі.

## Сюжет
У 1519 році в Іспанії шахраї Мігель і Туліо грають з моряками в кості. Після серії програшів, один моряк пропонує зіграти своїми кубиками. Туліо за збігом обставин чесно виграє в нього карту, що вказує шлях до Золотого міста Ельдорадо. Коли їхнє шахрайство викривають, обоє відволікають натовп і тікають. Сховавшись у бочках, вони випадково потрапляють на однин з кораблів, які конкістадор Ернан Кортес веде до Нового Світу. Під час плавання їх ловлять і ув'язнюють у трюмі. Кортес обіцяє продати шахраїв у рабство. Скориставшись забутими ключами, Мігель і Туліо звільняються і тікають на шлюпці. Разом з ними тікає кінь Кортеса, Альтіво.
Шлюпка досягає суші, де Мігель впізнає орієнтири, намальовані на карті. Мігель і Туліо знаходять знаки на каменях, але шлях завершується глухим кутом біля водоспаду. Заблукавши в тумані, вони стикаються з місцевою жителькою Чель, яку переслідують ацтецькі солдати. На тотемі поруч зображені двоє людей на коні, тому солдати сприймають це за здійснення пророцтва й забирають Туліо, Мігеля та Чель до таємного входу в Ельдорадо.
Їх приводять до міста, де правлять добродушний вождь Таннабок та злий жрець Цекель-Кан. Туліо та Мігеля вважають богами, що прийшли покарати Чель — розкрадачку храмів. Вони наказують відпустити Чель і Цекель-Кан, засумнівавшись у їхній божественності, вимагає показати диво. В цей час вивергається вулкан. Гаданих богів із почестями поселяють у Ельдораду, призначивши їм Чель служницею. Вона підслуховує їхню розмову й розуміє, що це не боги, проте обіцяє нікому про це не розповідати, якщо вони візьмуть її з собою, коли покинуть місто. Обоє приймають золото в дар від Таннабока, але не схвалюють спробу Цекель-Кана принести в жертву людину. Тим часом Кортес і його бійці досягають Нового світу і виявляють сліди в'язнів-утікачів.
Туліо та Мігель доручають Таннабоку побудувати для них човен, щоб вони могли покинути місто з усіма подарунками, які їм дали, запевнивши його, що скарби потрібні в «іншому світі». Чель зближується з Туліо, а Мігель досліджує місто, дізнаючись про життя його пересічних мешканців. Коли Цекель-Кан бачить Мігеля, який грає з дітьми в кості, він наполягає на змаганні проти найкращих гравців міста в олламалістлі. Туліо та Мігель повинні закинути м'яч в обід, але проти них виставляють 15 досвідчених спортсменів. Чель підмінює м'яч броненосцем, що дозволяє Мігелю з Туліо перемогти. Мігель відмовляється від ритуалу принесення в жертву команди, що програла, і лає Цекеля-Кана, викликавши схвалення натовпу та заслуживши повагу Таннабока. Цекель-Кан помічає, що Мігель отримав поріз під час гри, і розуміє, що пара не є богами.
Згодом Мігель, який вирішив лишитися в Ельдорадо, випадково чує, як Туліо пропонує Чель поплисти з ними до Іспанії, забувши Мігеля. На вечірці Мігель і Туліо сваряться з цього приводу. Цекель-Кан, чия магія справжня, оживлює величезну статую ягуара, щоб убити Мігеля з Туліо. Проте їм вдається заманити ягуара й жерця на крихку скелю, внаслідок чого ті падають у вир, який, на думку аборигенів, є входом у Шибальбу, світ духів. Потім Цекель-Кана вода виносить у джунглі, де він зустрічає Кортеса та його людей. Вважаючи Кортеса справжнім богом, Цекель-Кан пропонує провести його в Ельдорадо.
Мігель вирішує залишитися в місті, поки Туліо та Чель збираються відплисти на човні. Проте вони бачать дим на горизонті та зрозуміють, що наближається Кортес. Передбачаючи, що місто буде знищене, якщо Кортес його виявить, Туліо пропонує повалити колони біля входу до міста і назавжди заблокувати шлях. Жителі Ельдорадо звалюють одну колону, але Туліо з Чель бачать, що не встигнуть покинути місто. Тоді Мігель, осідлавши Альтіво, застрибує в човен і спускає вітрило. Човен проте розбивається через спричинену падінням колони хвилю. Мігель, Туліо та Чель ховаються за тотемом. Коли прибувають люди Кортеса та виявляють, що вхід у Ельдорадо заблокований, Кортес вважає, що Цекель-Кан обманув його, і забирає в рабство.
Туліо та Мігель, хоч і розчаровані втратою золота, знають, що Ельдорадо тепер у безпеці. Вони вирушають на пошуки нових пригод із Чель, ще не знаючи про золоті підкови Альтіво.

## Ролі озвучили
| Актор               | Роль           |
| ------------------- | -------------- |
| Кеннет Брана        | Мігель         |
| Кевін Клайн         | Туліо          |
| Розі Перез          | Чель           |
| Арманд Ассанте      | Цекель-Кан     |
| Едвард Джеймс Олмос | вождь Таннабок |
| Джим Каммінгс       | Ернан Кортес   |
| Тобін Белл          | Зарадоза       |
| Елтон Джон          | оповідач       |

## Сприйняття
На сайті Rotten Tomatoes фільм отримав 49% схвальних відгуків критиків із середньою оцінкою 5,6/10. Серед пересічних глядачів 66% оцінили фільм позитивно. Консенсус критиків стверджує: «Передбачуваний сюжет і неглибокі персонажі зробили фільм пласким». На Metacritic фільм отримав 51 бал зі 100, що відповідає оцінці «змішані або посередні відгуки».